# 1. Fussballclub Heidenheim 1846 2023-2024
Questa voce raccoglie le informazioni riguardanti il 1. Fussballclub Heidenheim 1846 nelle competizioni ufficiali della stagione 2023-2024.

## Stagione
Grazie al primo posto ottenuto nella scorsa stagione di Zweite Bundesliga, l'Heidenheim può vantare la sua prima partecipazione assoluta nella massima serie tedesca. Per la diciassettesima volta di fila, il club è guidato da Frank Schmidt.
L'inizio in campionato si apre con le due sconfitte contro Wolfsburg e Hoffenheim, seguito però dal pareggio contro il Borussia Dortmund per 1-1 e la vittoria per 4-1 contro il Werder Brema. Il club fatica ad adattarsi, con alcune vittorie alternatesi a due brevi strisce di sconfitte, ma alla fine la sessione invernale vede una striscia di tre vittorie di fila contro il Darmstadt, altra promossa, il Magonza e il Friburgo, tutte con un gol di scarto. L'1-1 contro il Colonia, la prima partita del club nel 2024, basta per concludere il girone d'andata al nono posto. Intanto, in Coppa di Germania, il primo turno viene superato con la strepitosa vittoria per 8-0 contro il Rostocker, ma in quello successivo l'Heidenheim deve arrendersi per 3-1 al Borussia M'gladbach.
Da notare che il mercato estivo si presenta sporadico e il club spende circa due milioni e mezzo di euro per l'acquisto di Tim Siersleben dal Wolfsburg e Marvin Pieringer dallo Schalke 04, mentre i pochi acquisti rimasti e le cessioni sono tutti a parametro zero, tranne Eren Dinkçi, preso in prestito dal Werder Brema; assente invece il mercato invernale. La diciottesima giornata giornata prosegue la striscia di pareggi con altri due 1-1 contro il Wolfsburg e l'Hoffenheim e un altro pari a reti inviolate contro il Dortmund, ma nonostante alcuni passi falsi, compiendo più pareggi che vittorie o sconfitte, l'Heidenheim si fregia con efficacia la permanenza nella massima serie compiendo alcuni risultati notevoli: memorabile è infatti la vittoria in rimonta per 3-2 contro il Bayern Monaco, campione in carica per 11 anni di seguito. I neopromossi confermano la loro prova di forza rifilando un 4-1 contro il Colonia (condannandolo tra l'altro alla retrocessione diretta) all'ultima giornata di campionato; in questo modo concludono all'ottavo posto, superando Werder Brema e Friburgo (a pari merito con 42 punti) per differenza reti maggiore e qualificandosi addirittura alla prossima edizione dell'UEFA Conference League.

## Maglie e divise
| Prima divisa | Seconda divisa | Terza divisa |

## Rosa
Aggiornata al 23 aprile 2024. 
 
| N. |                     | Ruolo | Calciatore          |
| -- | ------------------- | ----- | ------------------- |
| 1  | Germania (bandiera) | P     | Kevin Müller        |
| 2  | Germania (bandiera) | D     | Marnon-Thomas Busch |
| 3  | Germania (bandiera) | C     | Jan Schöppner       |
| 4  | Germania (bandiera) | D     | Tim Siersleben      |
| 5  | Germania (bandiera) | D     | Benedikt Gimber     |
| 6  | Germania (bandiera) | D     | Patrick Mainka      |
| 8  | Germania (bandiera) | C     | Eren Dinkçi         |
| 9  | Germania (bandiera) | A     | Stefan Schimmer     |
| 10 | Germania (bandiera) | A     | Tim Kleindienst     |
| 11 | Germania (bandiera) | A     | Denis Thomalla      |
| 16 | Germania (bandiera) | C     | Kevin Sessa         |
| 17 | Germania (bandiera) | C     | Florian Pick        |
| 18 | Germania (bandiera) | A     | Marvin Pieringer    |
| 19 | Germania (bandiera) | D     | Jonas Föhrenbach    |

| N. |                        | Ruolo | Calciatore           |
| -- | ---------------------- | ----- | -------------------- |
| 20 | Austria (bandiera)     | A     | Nikola Dovedan       |
| 21 | Germania (bandiera)    | C     | Adrian Beck          |
| 22 | Germania (bandiera)    | P     | Vitus Eicher         |
| 23 | Germania (bandiera)    | D     | Omar Haktab Traoré   |
| 24 | Germania (bandiera)    | A     | Christian Kühlwetter |
| 27 | Germania (bandiera)    | D     | Thomas Keller        |
| 29 | Germania (bandiera)    | D     | Seedy Jarju          |
| 30 | Germania (bandiera)    | D     | Norman Theuerkauf    |
| 33 | Stati Uniti (bandiera) | D     | Lennard Maloney      |
| 34 | Austria (bandiera)     | P     | Paul Tschernuth      |
| 36 | Germania (bandiera)    | C     | Luka Janeš           |
| 37 | Germania (bandiera)    | D     | Jan-Niklas Beste     |
| 40 | Germania (bandiera)    | P     | Frank Feller         |
| 44 | Kosovo (bandiera)      | A     | Elidon Qenaj         |

## Risultati

### Bundesliga

#### Girone di andata
| Arbitro: | Badstübner (Norimberga) |

|              |           |  |
| Wind 6’, 27’ | Marcatori |  |

| Arbitro: | Hartmann (Wangen im Allgäu) |

|                         |           |                                             |
| Beste 26’ Pieringer 58’ | Marcatori | 77’ Beier 80’ Kadeřábek 90’ (rig.) Kramarić |

| Arbitro: | Reichel |

|                          |           |                                   |
| Brandt 7’ Can 15’ (rig.) | Marcatori | 61’ Dinkçi 82’ (rig.) Kleindienst |

| Arbitro: | Ittrich (Amburgo) |

|                                                 |           |                        |
| Kleindienst 5’ (rig.) Dinkçi 44’, 68’ Beste 76’ | Marcatori | 49’ Ducksch 64’ Weiser |

| Arbitro: | Dingert (Lebecksmühle) |

|                                                 |           |            |
| Boniface 9’, 74’ (rig.) J. Hofmann 63’ Adli 82’ | Marcatori | 58’ Dinkçi |

| Arbitro: | Sascha Stegemann (Niederkassel) |

|           |           |  |
| Beste 59’ | Marcatori |  |

| Arbitro: | Schlager (Hügelsheim) |

|                        |           |  |
| Larsson 39’ Knauff 72’ | Marcatori |  |

| Arbitro: | Stieler (Amburgo) |

|                           |           |                                                                        |
| Kleindienst 17’ Beste 18’ | Marcatori | 29’ Tietz 41’ Pedersen 42’ Demirović 64’ Uduokhai 88’ (rig.) Rexhbeçaj |

| Arbitro: | Hartmann (Wangen) |

|                               |           |            |
| Pléa 4’ Föhrenbach 51’ (aut.) | Marcatori | 38’ Dinkçi |

| Arbitro: | Badstübner (Norimberga) |

|                                 |           |  |
| Schöppner 70’ Kleindienst 90+4’ | Marcatori |  |

| Arbitro: | Osmers (Hannover) |

|                                                  |           |                           |
| Kane 14’, 44’ R. Guerreiro 72’ Choupo-Moting 85’ | Marcatori | 67’ Kleindienst 70’ Beste |

| Heidenheim an der Brenz 26 novembre 2023, ore 15:30 CET 12ª giornata | Heidenheim       | 0 – 0 referto | Bochum | Voith-Arena (15 000 spett.)\| Arbitro: \| Zwayer (Berlino) \| |
| Arbitro:                                                             | Zwayer (Berlino) |               |        |                                                               |

| Arbitro: | Dingert (Lebecksmühle) |

|                           |           |              |
| Openda 29’ Y. Poulsen 44’ | Marcatori | 45+2’ Gimber |

| Arbitro: | Schlager (Hügelsheim) |

|                               |           |                               |
| Schöppner 42’ Mainka 69’, 71’ | Marcatori | 52’ Skarke 60’ (aut.) Maloney |

| Arbitro: | Dankert (Rostock) |

|  |           |               |
|  | Marcatori | 12’ Pieringer |

| Arbitro: | Brand (Unterspiesheim) |

|                                                |           |                      |
| Dinkçi 52’ Kleindienst 84’ Ginter 90+2’ (aut.) | Marcatori | 7’, 64’ (rig.) Höler |

| Arbitro: | Zwayer (Berlino) |

|           |           |          |
| Selke 29’ | Marcatori | 55’ Beck |

#### Girone di ritorno
| Arbitro: | Gerach (Landau) |

|                   |           |          |
| Jenz 45+2’ (aut.) | Marcatori | 7’ Černý |

| Arbitro: | Welz (Wiesbaden) |

|                       |           |            |
| Kramarić 45+7’ (rig.) | Marcatori | 29’ Dinkçi |

| Heidenheim an der Brenz 2 febbraio 2024, ore 20:30 CET 20ª giornata | Heidenheim        | 0 – 0 referto | Borussia Dortmund | Voith-Arena (15 000 spett.)\| Arbitro: \| Dankert (Rostock) \| |
| Arbitro:                                                            | Dankert (Rostock) |               |                   |                                                                |

| Arbitro: | Schröder (Hannover) |

|            |           |                       |
| Schmid 19’ | Marcatori | 12’ Maloney 18’ Beste |

| Arbitro: | Osmers (Hannover) |

|                 |           |                         |
| Kleindienst 86’ | Marcatori | 45+2’ Frimpong 81’ Adli |

| Arbitro: | Aytekin (Oberasbach) |

|                          |           |                      |
| Gosens 44’ Schäfer 45+2’ | Marcatori | 3’ Dovedan 71’ Beste |

| Arbitro: | Storks (Rasdorf) |

|               |           |                                |
| Pieringer 59’ | Marcatori | 38’ (aut.) Gimber 49’ Nkounkou |

| Arbitro: | Willenborg (Osnabrück) |

|                |           |  |
| Gouweleeuw 22’ | Marcatori |  |

| Arbitro: | Petersen (Stoccarda) |

|            |           |         |
| Dinkçi 66’ | Marcatori | 9’ Hack |

| Arbitro: | Zwayer (Berlino) |

|                                      |           |                                       |
| Guirassy 41’ Stiller 53’ Undav 90+8’ | Marcatori | 62’ (aut.) Nübel 84’, 85’ Kleindienst |

| Arbitro: | Schröder (Hannover) |

|                                |           |                     |
| Sessa 50’ Kleindienst 51’, 79’ | Marcatori | 38’ Kane 45’ Gnabry |

| Arbitro: | Ittrich (Amburgo) |

|                      |           |                             |
| K. Schlotterbeck 90’ | Marcatori | 81’ (aut.) K. Schlotterbeck |

| Arbitro: | Welz (Wiesbaden) |

|             |           |                      |
| Dovedan 69’ | Marcatori | 42’ Šeško 85’ Openda |

| Arbitro: | Dankert (Rostock) |

|  |           |             |
|  | Marcatori | 90’ Dovedan |

| Arbitro: | Jablonski (Brema) |

|                 |           |              |
| Kleindienst 65’ | Marcatori | 37’ Burkardt |

| Arbitro: | Siebert (Berlino) |

|          |           |           |
| Dōan 29’ | Marcatori | 38’ Sessa |

| Arbitro: | Welz (Wiesbaden) |

|                                     |           |            |
| Dinkçi 16’, 22’ Sessa 36’ Beste 78’ | Marcatori | 64’ Tigges |

### Coppa di Germania
| Arbitro: | Winter (Hagenbach) |

|  |           |                                                                                     |
|  | Marcatori | 9’ Beck 11’, 15’ Kleindienst 18’ Maloney 38’, 72’ Pieringer 53’ Dinkçi 87’ Schimmer |

| Arbitro: | Gerach (Landau in der Pfalz) |

|                            |           |          |
| Siebatcheu 3’, 9’ Hack 44’ | Marcatori | 78’ Beck |

## Statistiche finali

### Statistiche di squadra
| Competizione      | Punti | In casa | In casa | In casa | In casa | In casa | In casa | In trasferta | In trasferta | In trasferta | In trasferta | In trasferta | In trasferta | Totale | Totale | Totale | Totale | Totale | Totale | DR |
| Competizione      | Punti | G       | V       | N       | P       | Gf      | Gs      | G            | V            | N            | P            | Gf           | Gs           | G      | V      | N      | P      | Gf     | Gs     | DR |
| ----------------- | ----- | ------- | ------- | ------- | ------- | ------- | ------- | ------------ | ------------ | ------------ | ------------ | ------------ | ------------ | ------ | ------ | ------ | ------ | ------ | ------ | -- |
| Bundesliga        | 42    | 17      | 6       | 5       | 5       | 30      | 26      | 17           | 3            | 7            | 7            | 20           | 29           | 34     | 9      | 12     | 13     | 50     | 55     | -5 |
| Coppa di Germania | -     | 0       | 0       | 0       | 0       | 0       | 0       | 2            | 1            | 0            | 1            | 9            | 3            | 2      | 1      | 0      | 1      | 9      | 3      | +6 |
| Totale            | -     | 17      | 7       | 5       | 5       | 30      | 26      | 19           | 4            | 7            | 8            | 29           | 32           | 36     | 11     | 12     | 13     | 59     | 58     | +1 |

### Andamento in campionato
| Giornata  | 1  | 2  | 3  | 4  | 5  | 6  | 7  | 8  | 9  | 10 | 11 | 12 | 13 | 14 | 15 | 16 | 17 | 18 | 19 | 20 | 21 | 22 | 23 | 24 | 25 | 26 | 27 | 28 | 29 | 30 | 31 | 32 | 33 | 34 |
| --------- | -- | -- | -- | -- | -- | -- | -- | -- | -- | -- | -- | -- | -- | -- | -- | -- | -- | -- | -- | -- | -- | -- | -- | -- | -- | -- | -- | -- | -- | -- | -- | -- | -- | -- |
| Luogo     | T  | C  | T  | C  | T  | C  | T  | C  | T  | C  | T  | C  | T  | C  | T  | C  | T  | C  | T  | C  | T  | C  | T  | C  | T  | C  | T  | C  | T  | C  | T  | C  | T  | C  |
| Risultato | P  | P  | N  | V  | P  | V  | P  | P  | P  | V  | P  | N  | P  | V  | V  | V  | N  | N  | N  | N  | V  | P  | N  | P  | P  | N  | N  | V  | N  | P  | V  | N  | N  | V  |
| Posizione | 15 | 16 | 15 | 11 | 13 | 10 | 10 | 11 | 13 | 13 | 13 | 13 | 14 | 13 | 12 | 9  | 9  | 9  | 10 | 10 | 9  | 10 | 10 | 11 | 11 | 11 | 11 | 10 | 10 | 10 | 10 | 10 | 10 | 8  |

Legenda:

Luogo: C = Casa; T = Trasferta. Risultato: V = Vittoria; N = Pareggio; P = Sconfitta.